# Xã Middleton, Quận Lafayette, Missouri
Xã Middleton (tiếng Anh: Middleton Township) là một xã thuộc quận Lafayette, tiểu bang Missouri, Hoa Kỳ. Năm 2010, dân số của xã này là 1.606 người.